# Fartygstrafik på Lygnern

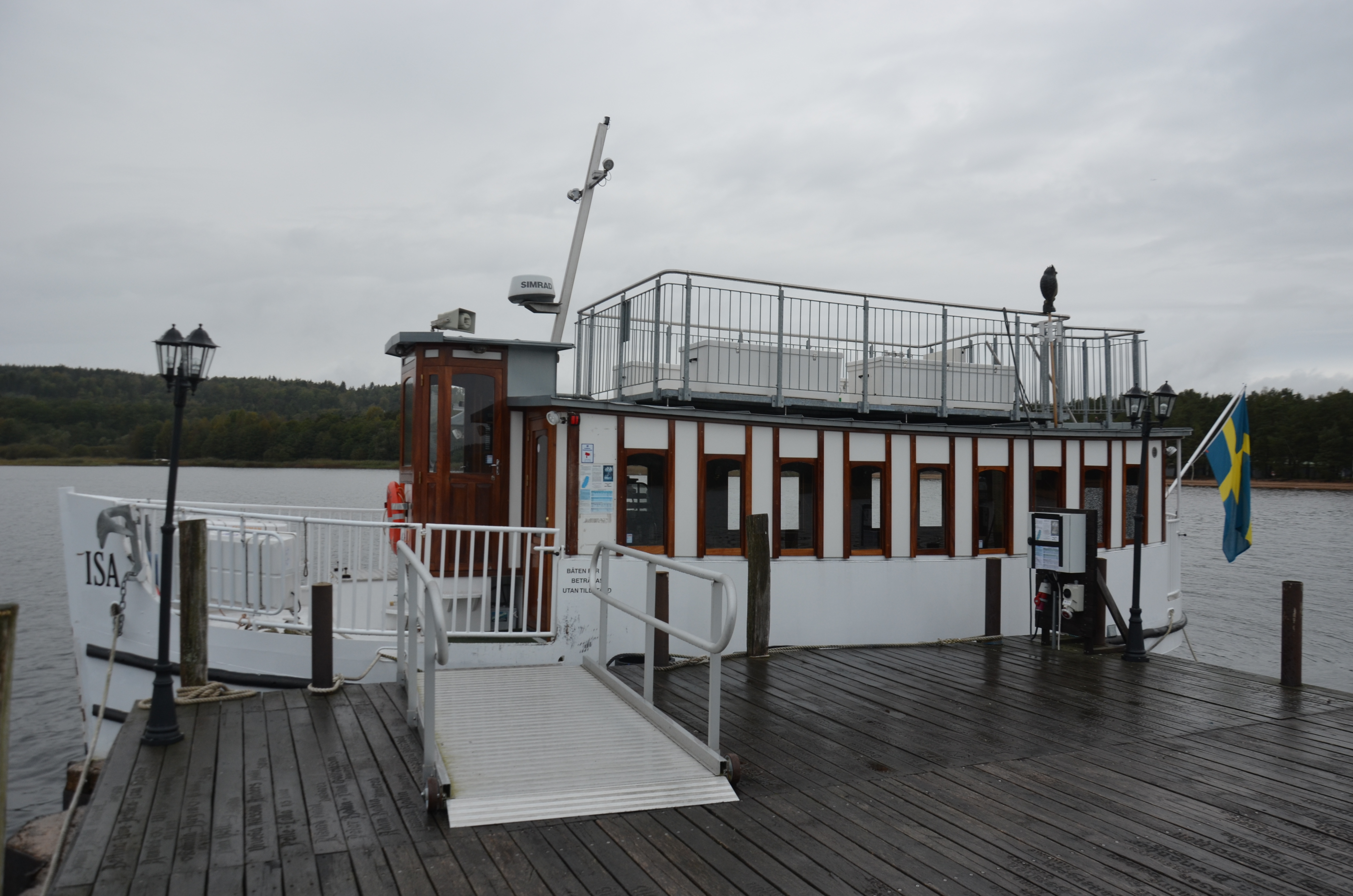
Isa af Lygnern

Fartygstrafik på Lygnern för passagerare och last pågick under perioden 1890–1924 mellan bryggan Sätila Sand i det som senare blev Marks kommun vid Lygnerns nordöstra ända och Lygnervik nära Fjärås Bräcka i det som senare blev Kungsbacka kommun i dess sydvästra ända. 

## Historik och verksamhet

### Bakgrund
I den reguljära trafiken på den två timmar långa rutten anlöptes flera bryggor på båda sidorna av den långsmala sjön Lygnern: Hjorthulan, Ramhulta, Årenäs, Eskekärr, Sjögärde, Fågelsång, Stormhult och ibland också Öxared. Trafiken bedrevs med ångfartyget Isa av Lygnerns Ångbåts AB, 1902 ombildat till Lygnerns Nya Ångbåts AB. Reguljär turtrafik påbörjades 15 juni 1890 med en tur i vardera riktningen måndagar-fredagar och två turer lördagar och söndagar.
En viktig aspekt på trafiken var att båtfärden kunde kombineras med trafik på den 1888 invigda sträckan Varberg - Göteborg på Västkustbanan, vilken passerade Fjärås station. Mellan Lygnerviks brygga och Fjärås transporterades gods och passagerare med häst och vagn fram till 1916. Då byggdes ett 2,8 kilometer långt spår från grusgropen i ändmoränen Fjärås Bräcka nära sjön till Fjärås station vid huvudlinjen och den lilla hållplatsen Lygnern med ett minimalt stationshus tillkom i grusgropen, tillgängligt via en lång trappa från över grusgropskanten. S/S Isa skötte även flottningsuppdrag och kunde kompletteras med en pråm för godstransport.
Lygnerns Nya Ångbåts AB gick i konkurs 1924, varefter fartygstrafiken upphörde.

### S/S Isa
S/S Isa byggdes av Lidköpings Mekaniska Verkstad och fraktades vid leveransen sommaren 1889 till Fjärås Bräcka sträckan från Göteborg per järnväg, sista sträckan på ett under några år befintligt stickspår mellan Fjärås och Silverschiöldska grustaget vid Fjärås bräcka. Hon var 18 meter lång, 4,16 meter bred och tog 88 passagerare. Hon var från början utrustad med en ångmaskin, vilken under första världskriget byttes ut till tändkulemotor. Hastigheten var till en början 7 knop, och senare, efter motorbyten, 8 knop.
1921 ansågs vid en bolagsstämma Isa vara i så dåligt skick att befolkningen föredrog att färdas landvägen än att använda henne för transporter. Förslag om att inköpa en ny båt lades fram, men det ansågs bli för dyrt. Hon lades upp kort därefter, troligen 1922. Efter att ha legat på en sandbank vid sågverket i Fjärås höggs hon upp omkring 1930.

### Isa af Lygnern
En grupp frivilliga har i Sätila byggt Isa af Lygnern för att återuppta tur- och chartertrafik maj-oktober på Lygnern. Isa af Lygnern gjorde sin premiärtur i september 2011 och har Sätila Sand som hemmahamn. Hon är 13,00 meter lång och 4,00 meter bred, har ett djupgående på 1,2 meter och drivs av två elektriska motorer med en sammanlagd effekt av 54 hk (40 kW). Farten är 8 knop, deplacementet 30 bruttoregisterton och högsta passagerarantal 40 personer. Hon ägs av Båten Isa af Lygnern ekonomisk förening.

### Bryggan vid Sätila Sand

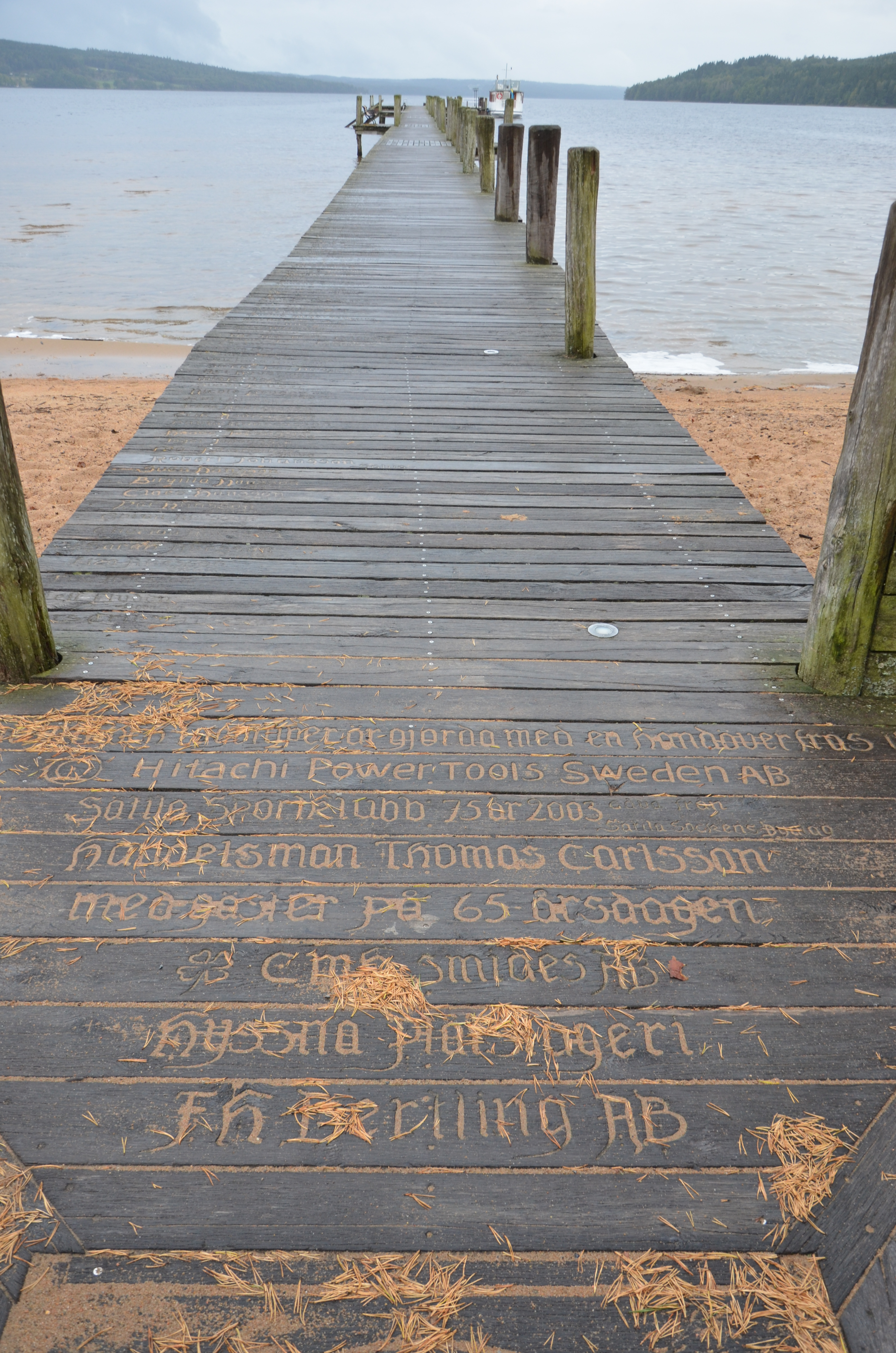
Bryggan vid Sätila Sand

Sätila byalag har under 2000-talet byggt en ny brygga för fartygstrafik vid den långgrunda badplatsen Sätila Sand. Bryggan är byggd i ek och är 170 meter lång och invigdes i augusti 2009. Den har finansierats av sponsorer och privata bidragsgivare med en huvudsaklig arbetsinsats av frivilliga.